# IHS

Monogram JHS

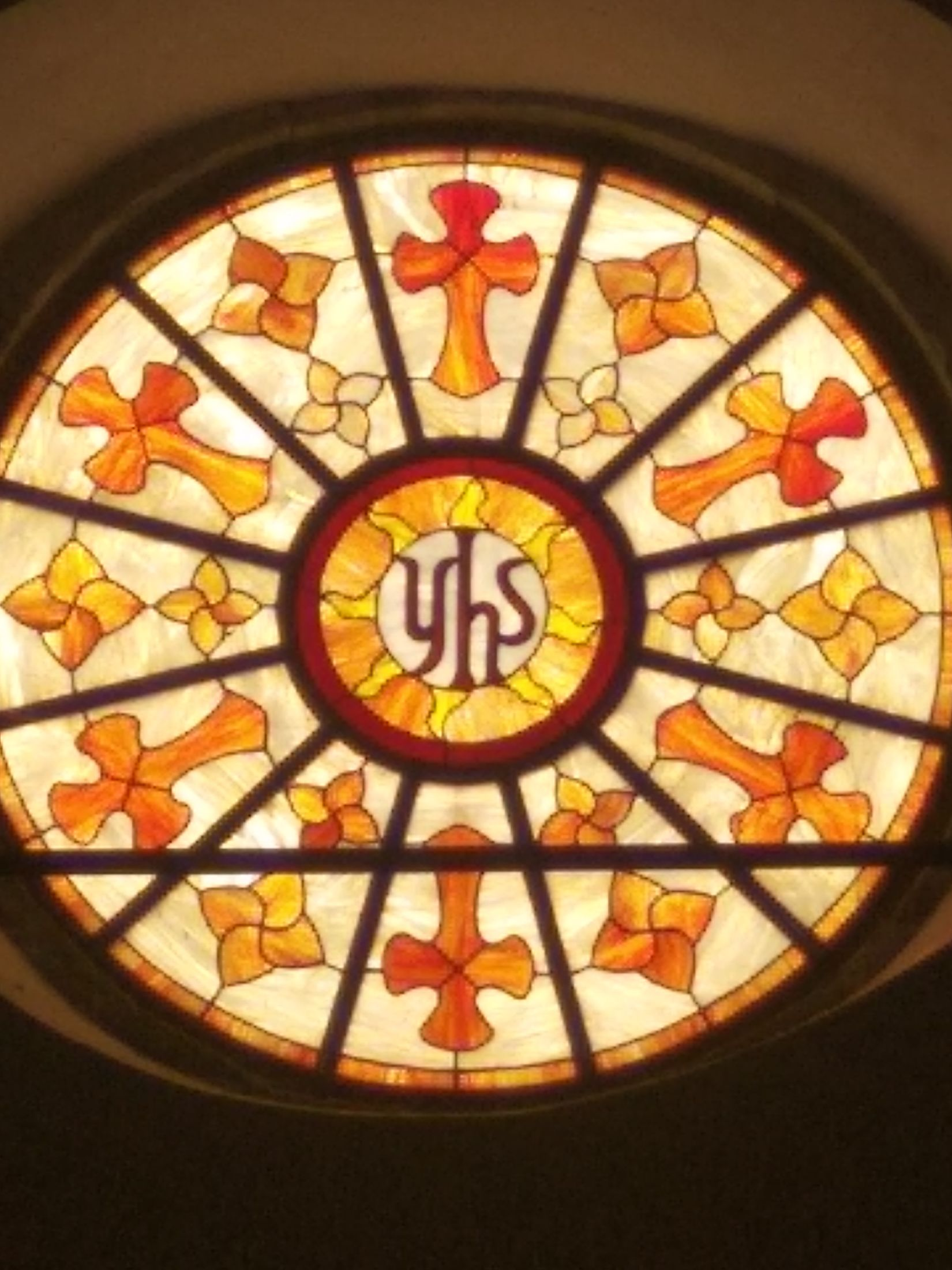
IHS, zkratka neobvykle zapsaná jako YHS. Okno nad vstupem do kostela "Chiesa di San Nicola" v městečku Capalbio (Toskánsko, Itálie).

IHS nebo také JHS (písmena I a J se v latině dlouho nerozlišovala) je zkratka jména Ježíš v řečtině (ΙΗΣΟΥΣ, Jésús), která se užívala v západní i východní církvi, někdy i v biblických rukopisech.

## Původ zkratky a její výklady
Původně to byla řecká písmena ΙΗΣ ióta-éta-sigma, v latině byl místo éty použit stejně vypadající znak H (označující však [h], nikoli [e]) a sigma nahrazena odpovídajícím S. Na východních ikonách se nejčastěji objevuje zkratka IH XP (Jésús Chriostos).

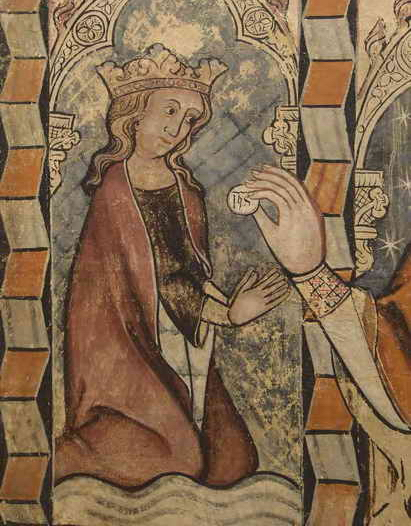
Sibyla a hostie s monogramem IHS, freska v Daroce (Španělsko, před 1380)

S úpadkem znalosti řečtiny na západě se písmena začala číst jako latinská a vykládat například jako Iesus Hominum Salvator (Ježíš spasitel lidí). Jiný výklad spojoval monogram IHS s legendou o vidění císaře Konstantina před bitvou u Milvijského mostu (312), kdy měl uslyšet příslib In Hoc Signo vinces (v tomto znamení zvítězíš). V češtině se JHS někdy vykládalo jako Ježíš hříšných spasitel.

## Užití
V pozdním středověku se monogram IHS spojil s novou eucharistickou zbožností, se zavedením svátku Božího těla (1264) a s úctou ke svátosti oltářní. Zde se písmena IHS často vyskytují na kruhové hostii, obklopené plameny, a doplněna křížem, někdy i srdcem nebo třemi hřeby Kristova ukřižování. 

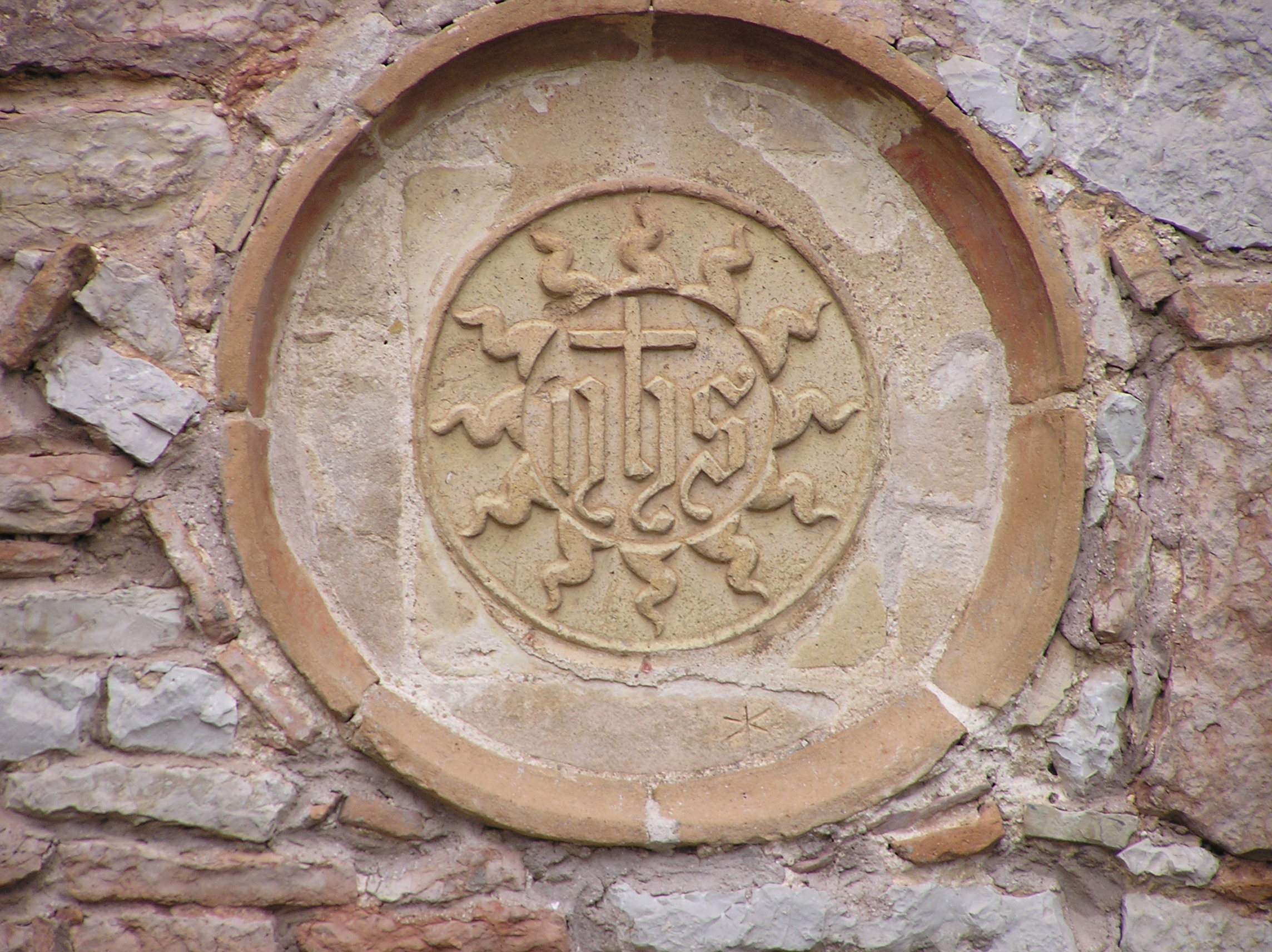
Hostie s YHS jako symbol, Eremo delle Carceri, Assisi (kolem 1450)

Tato podoba se pak rozšířila hlavně ve Španělsku a v Itálii v 15. a 16. století a začala se užívat jako samostatný symbol. Své dílo tak označoval například slavný houslař Giuseppe Guarneri, který tím získal svůj přídomek del Gesù, tj. od Ježíše. Zejména však si tento symbol vzalo do znaku Tovaryšstvo Ježíšovo (Societas Jesu) čili jezuité. Písmena IHS se zde vykládala jako Iesum Habemus Socium (Ježíš je náš společník) a symbol se vyskytuje od 16. století téměř všude na jezuitských stavbách, na liturgických předmětech, na náhrobcích a podobně.